# Ellen Hansell
Ellen Forde Hansell Allerdice (ur. 18 września 1869 w Filadelfii, zm. 11 maja 1937 w Pittsburghu) – amerykańska tenisistka.
Krótko po ukończeniu 18. roku życia wygrała pierwsze w historii US Open w grze pojedynczej kobiet; pokonała w finale Laurę Knight 6:1, 6:0. Rok później przegrała w finale (w którym miała zapewniony udział jako mistrzyni poprzedniej edycji) z Berthą Townsend 3:6, 5:6.
W 1965 została pośmiertnie uhonorowana miejscem w Międzynarodowej Tenisowej Galerii Sławy.